# Wenzel Pantaleon Kirwitzer

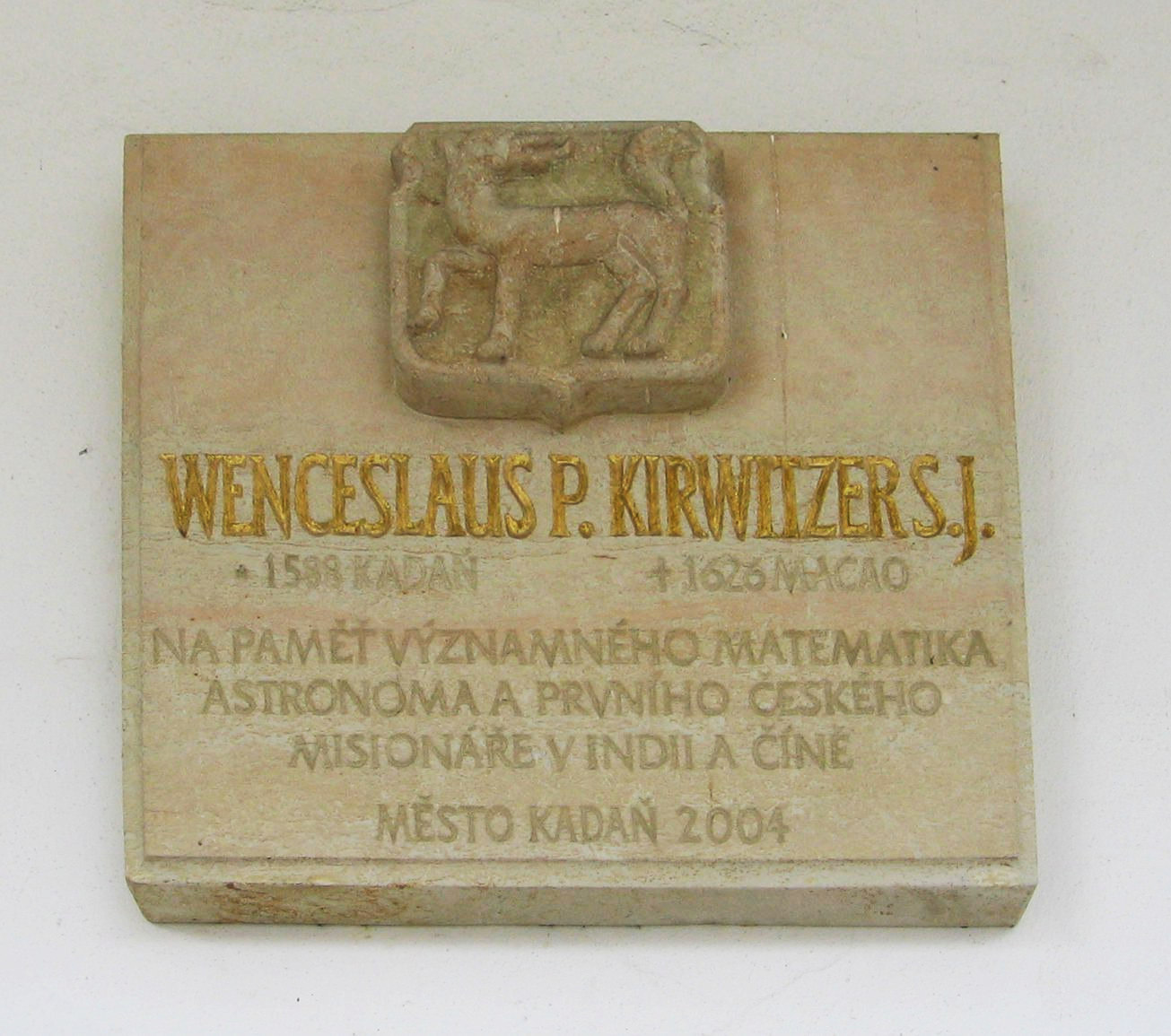
Gedenktafel in seiner Heimatstadt Kaaden

Wenzel Pantaleon Kirwitzer SJ (* 8. Oktober 1588 in Kaaden, Leitmeritzer Kreis, Böhmen als Wenzel Kürbitzer; † 22. Mai 1626 in Macau) war ein böhmischer Astronom und Jesuiten-Missionar.

## Leben
Wenzel Kirwitzer wurde 1588 in Kaaden als Sohn der Eheleute Jeremias Kürbitzer (auch Kirwitzer) und Apolonia geb. Glöner geboren und protestantisch getauft. Seine Familie stammte ursprünglich aus der Gemeinde Kürbitz bei Sporitz. Kirwitzer trat als Jugendlicher zum Katholizismus über und begab sich zum Studium an die Jesuiten-Universität Olmütz. 1606 trat er als Novize in den Jesuitenorden in Brünn ein. Seine Interessen galten der Astronomie und Mathematik. Kurze Zeit später wurde er nach Rom an das Collegium Romanum berufen. Nachdem Wenzel Kirwitzer kurze Zeit als Professor für Mathematik in Graz und Coimbra gelehrt hatte, schloss er sich einer Gruppe von Jesuiten-Missionaren um den Prokurator Nicolas Trigault an. Der Gruppe gehörten u. a. auch Adam Schall von Bell, Giacomo Rho und Johannes Schreck an. Das Schiff mit den 22 Missionaren brach am 17. April 1618 in Lissabon auf und erreichte knapp sechs Monate später, am 4. Oktober, den Hafen von Goa. Am 22. Juli 1619 erreichte die Gruppe Macau gegenüber der Küstenstadt Hongkong. Die Gruppe musste sich dort zunächst für vier Jahre aufhalten, ehe sie nach Peking weiterreisen konnte. Kirwitzer blieb in Macau und widmete sich dort, neben dem Studium der chinesischen Sprache, ausgiebig der Astronomie. Aus seinem Nachlass sind Aufzeichnungen über seine astronomischen Beobachtungen überliefert. Kirwitzers chinesischer Name lautete Qi Weicai (祁維材). Er starb 1626 in Macau.